# Silent Valley
Das Silent Valley (englisch für Stilles Tal) ist ein breites Tal mit ost-westlicher Ausrichtung im Nordwesten der westantarktischen Seymour-Insel. Es liegt zwischen dem Elliot Ridge und den Sadler Stacks.
Polnische Wissenschaftler benannten es 1999. Namensgebend ist der Umstand, das es windgeschützt liegt.